# 마그달레나 보로바
마그달레나 보로바(체코어: Magdaléna Borová, 1981년 4월 14일~)는 체코의 배우이다.